# Stefan Trellenkamp
Stefan Trellenkamp est un scientifique allemand, spécialiste en nanotechnologie de l'université de Kaiserslautern. Il est notamment connu pour avoir créé le plus petit terrain de football au monde : 500 nanomètres de long pour 380 de large. Il surpasse ainsi, entre autres, les performances de :
- Matthias Kahl et Jörg Merlein, de l'université de Constance (terrain de 510 nanomètres sur 380)
- Stephan Figge, Timo Aschenbrenner, Jens Dennemarck, Carsten Kruse et Torben Rohbeck, de l'université de Brême (terrain de 600 nanomètres sur 400)